# Thomas Wilms
Thomas Wilms (* 16. April 1970 in Ludwigshafen am Rhein) ist ein deutscher Zoologe, Sachbuchautor und ehemaliger Direktor des Allwetterzoos Münster.

## Leben
Thomas Wilms studierte an der TU Kaiserslautern Biologie und wurde 2010 an der Universität Bonn promoviert. Von 2000 bis 2001 absolvierte er ein Volontariat am Zoo Frankfurt und anschließend am Pfalzmuseum für Naturkunde, Bad Dürkheim (2001). Von 2001 bis 2002 war Wilms als wissenschaftlicher Volontär im Vivarium des Staatlichen Museums für Naturkunde Karlsruhe beschäftigt und 2003 nahm er das Angebot zur Planung und Realisierung eines Reptilienzoos an. Wilms war von 2004 bis 2008 zoologischer Leiter des „Reptilium Terrarien- und Wüstenzoo“ in Landau. Von 2008 bis 2014 war er Kurator für Säugetiere am Zoo Frankfurt am Main. Von Februar 2014 bis Dezember 2015 war Thomas Wilms stellvertretender Direktor des Zoo Frankfurt und Leiter der Wissenschaftlichen Abteilung. Seit 1. Januar 2016 war Wilms Direktor des Allwetterzoos Münster. Am 4. Juli 2018 stimmte der Rat der Stadt Münster dem von Wilms vorgelegten Masterplan Allwetterzoo 2030 PLUS mit überragender Mehrheit zu. Damit kann der Masterplan für den Allwetterzoo Münster mit einem Finanzvolumen von 59 Mio. Euro umgesetzt werden.
Ende Juni 2020 gab Wilms sein Amt als Zoodirektor in Münster auf. Er hatte auf eine mögliche Vertragsverlängerung verzichtet und nannte persönliche Gründe für seinen Weggang. Bereits seit 2019 hatte er mit Münster gehadert und sich dort nie richtig wohlgefühlt.
Forschungsreisen führten ihn nach Marokko, Mauretanien, Oman, Saudi-Arabien, Senegal, Tunesien und in die Vereinigten Arabischen Emirate.

## Werke
- Dornschwanzagamen – Lebensweise, Pflege und Zucht. Herpeton-Verlag, Offenbach 1995, ISBN 3-9806214-7-2.
- Terrarieneinrichtung. Natur und Tier-Verlag, Münster (Westf.) 2004, ISBN 3-931587-90-8.
- Die Steppenschildkröte Testudo horsfieldi. Natur und Tier-Verlag, Münster (Westf.) 2004, ISBN 3-937285-22-9.
- Uromastyx – Natural History, Care and Reproduction. 1. engl. Auflage. Herpeton-Verlag, Offenbach 2005, ISBN 3-936180-12-1.